# Muereasca de Sus
Muereasca de Sus – wieś w Rumunii, w okręgu Vâlcea, w gminie Muereasca. W 2011 roku liczyła 524 mieszkańców.